# William Thaw II
William Thaw II est un as américain de la Première Guerre mondiale né le 12 août 1893 à Pittsburgh et mort dans la même ville le 22 avril 1934. Thaw est crédité de cinq victoires aériennes homologuées au cours de la guerre.

## Biographie

### Origines et jeunesse
William Thaw II naît le 12 août 1893 à Pittsburgh. il est le fils de Benjamin Thaw Sr. (en), banquier et philanthrope, et de son épouse Elma Ellsworth Dows. Pour ses études supérieures, il intègre l'université de Yale. Thaw abandonne cependant assez vite son cursus pour s'inscrire en 1913 à la Curtiss Flying School (en), l'école d'aviation du constructeur Glenn Curtiss, basée à Hammondsport. Peu de temps après, il est le premier aviateur à survoler l'East River à New-York et à passer sous les quatre ponts qui existaient à l'époque (le pont de Williamsburg, celui de Queensboro, celui de Manhattan et celui de Brooklyn).

Son père lui achète ensuite un Curtiss Model E Hydro, avec lequel William Thaw se rend en France à l'été 1914 pour participer à la Coupe Schneider, une compétition d'hydraviation créée en 1912 par l'industriel Jacques Schneider pour développer l'aviation naissante. Il reçoit également une licence de l'aéro-club de France. Lorsque la Première Guerre mondiale éclate, William Thaw donne son avion à l'Aéronautique militaire et s'engage dans l'armée française. Il combattra dans les tranchées pendant un temps, avant d'obtenir d'être transféré dans l'aviation vers décembre 1914.

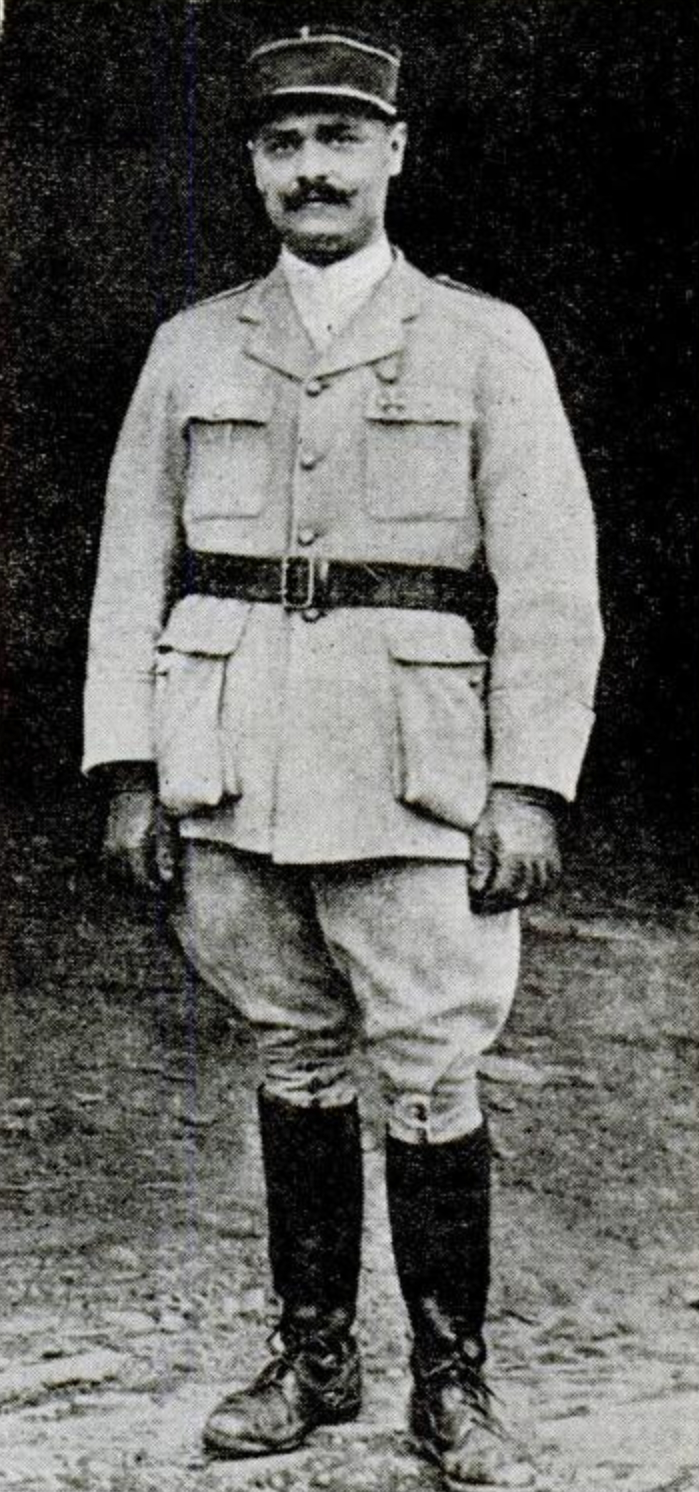
William Thaw II en uniforme français de l'Escadrille Lafayette (ca. 1917).

### Carrière de pilote
Avec deux autres pilotes d'origine américaine (Elliott C. Cowdin (en) et Norman Prince, William Thaw mène campagne auprès des autorités militaires françaises pour créer une escadrille composée exclusivement de volontaires américains. Les trois hommes se rendent aux États-Unis en décembre 1915 pour mener campagne pour leur projet. Une campagne de presse très favorable des deux côtés de l'Atlantique pousse l'armée française à rassembler tous les pilotes américains dans une escadrille placée sous les ordres d'un capitaine français (Georges Thenault) en mars 1916 : l'escadrille La Fayette.

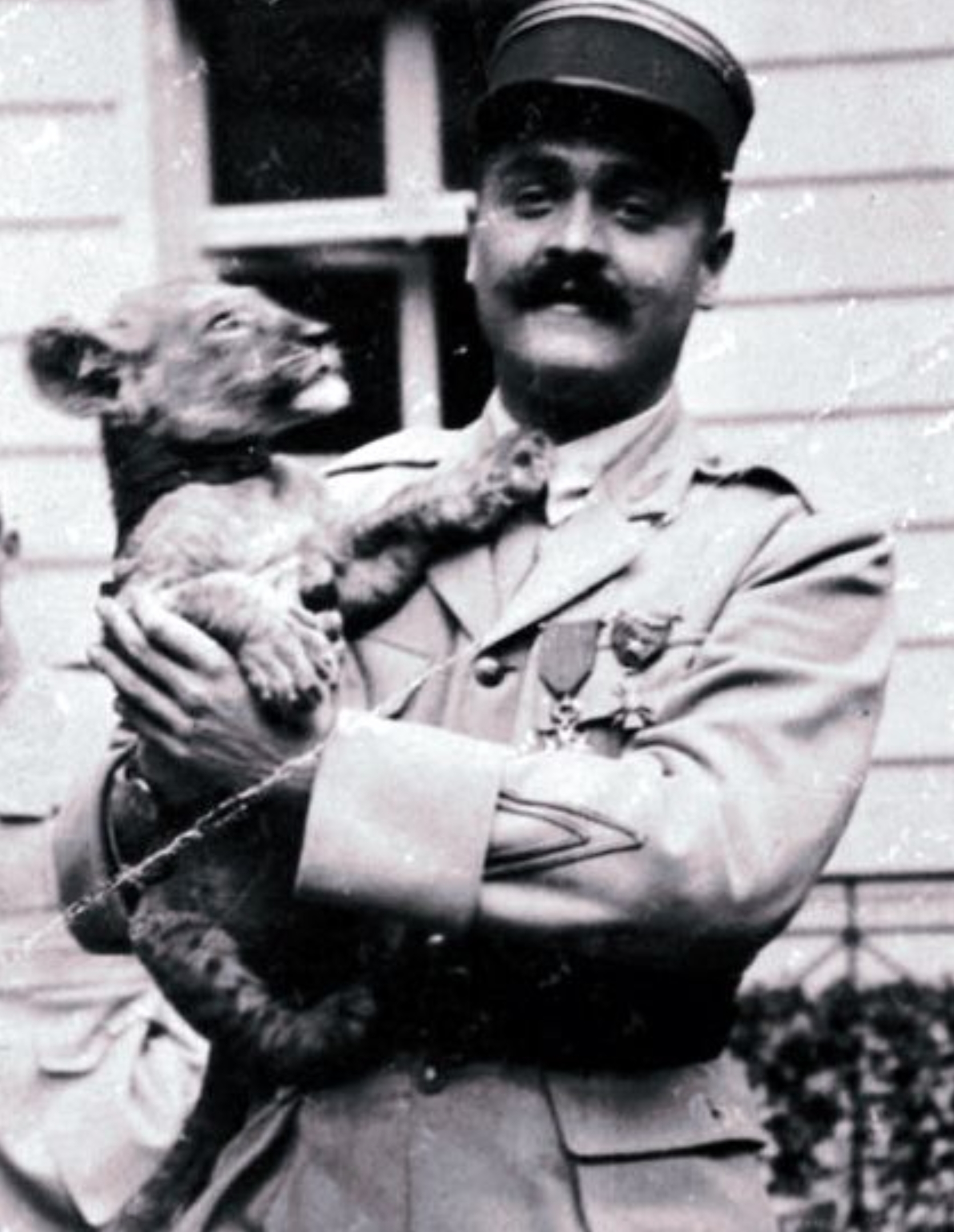
William Thaw II avec Whiskey ou Soda, l'un des deux lionceaux mascottes de l'Escadrille Lafayette (ca. 1917)

Lors de la création de l'escadrille La Fayette, Thaw est déjà un pilote expérimenté : depuis son transfert dans l'aviation en 1915, il a servi comme observateur dans l'escadrille 6 puis comme caporal-pilote dans l'escadrille 42. Après la mise en place de l'escadrille La Fayette (aussi nommée escadrille N 124), William Thaw fait partie des sept pilotes sélectionnés, à savoir les trois initiateurs du projet, rejoints par Victor Chapman, James Rogers McConnell (en), Kiffin Rockwell et Bert Hall (en). Opérationnelle le 20 avril 1916, l'escadrille est envoyée le mois suivant dans le secteur de la bataille de Verdun pour y mener des missions d'observation. C'est dans ce secteur que William Thaw remporte sa première victoire aérienne le 24 mai 1916 en abattant un Fokker E.III au-dessus de Douaumont. La même journée, il est blessé au bras lors d'un deuxième affrontement contre trois avions allemands, ce qui lui vaut d'être décoré de la Légion d'honneur le 18 juin suivant et promu au grade de lieutenant,. Thaw revient au front en novembre, et passe l'année 1917 au sein de l'escadrille Lafayette. Au cours de cette année, il revendique plusieurs victoires : le 26 avril contre un Albatros type C, puis deux autres le 27 octobre et le 3 décembre. Seule la victoire d'avril lui est cependant créditée officiellement, les autres ne remplissant pas les critères d'homologation en vigueur dans l'armée française.
A la fin de l'année 1917, avec l'entrée en guerre des États-Unis, l'escadrille Lafayette passe sous drapeau américain, pour devenir le 103rd Aero Squadron (en). William Thaw est promu major et prend la tête de l'unité. Le 27 mars 1918, Il abat son troisième avion allemand près de Sommepy-Tahure. Pour cette victoire remportée au cours d'un combat entre Thaw et ses deux ailiers contre 8 avions allemands, il reçoit la Distinguished Service Cross (DSC). Le 20 avril, Thaw abat un ballon d'observation puis un avion au cours d'une seule patrouille. Ces 4e et 5e victoires lui permettent d'atteindre le seuil pour devenir un as de l'aviation et lui valent de recevoir une feuille de chêne pour sa DSC. Le 18 août, son frère cadet Alexander Blair Thaw, également membre du service aérien de l'American Expeditionary Force et récemment placé à la tête du 135th Aero Squadron, meurt lorsque son Airco DH.4 s'écrase accidentellement au sol non loin de Saint-Mihiel, en Lorraine,. Jusqu'à la fin de la guerre en novembre, William Thaw ne remportera pas d'autres victoires.

### Fin de vie

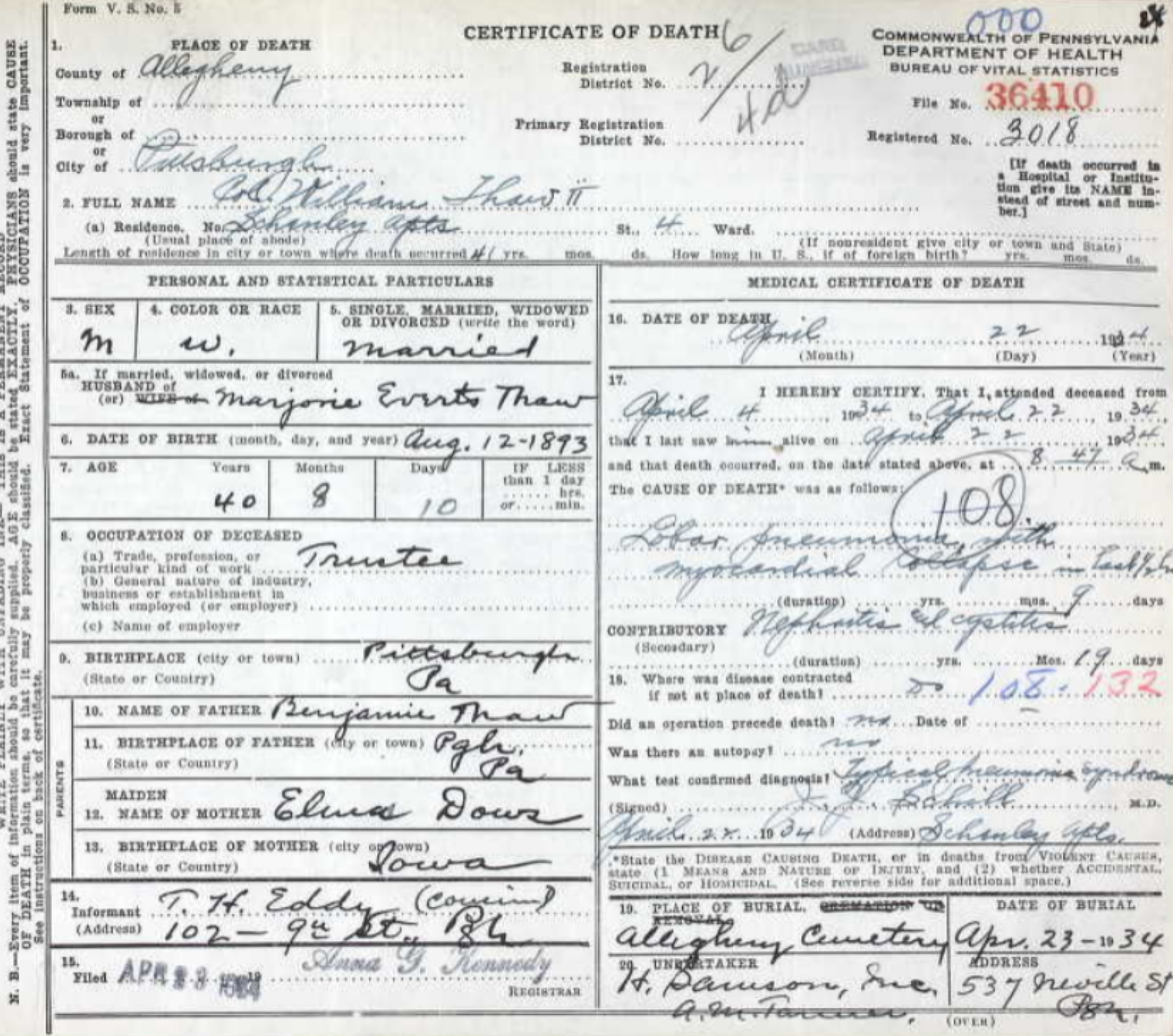
Certificat de décès de William Thaw II (22 avril 1934).

Après l'armistice, Thaw quitte l'armée américaine avec le grade de lieutenant-colonel et se retire à Pittsburgh pour s'impliquer dans l'aviation civile et dans les affaires familiales dans le domaine de l'assurance.  Le 12 septembre 1928, il participe en tant que navigateur à une compétition pour le record de vitesse sur le vol transcontinental New York-Los Angeles sans escale, dans le cadre du meeting aérien National Air Carnival organisé sur l’aéroport de Mines Fields (futur aéroport international de Los Angeles). Dans la nuit du 12 au 13 septembre, à la suite de la rupture d’un circuit d’huile, son Lockheed Vega 1 s’écrase près de Geneva dans l’Indiana et William Thaw est sévèrement blessé, tout comme le pilote John P. Morris. Ce sera son dernier vol documenté médiatiquement,,,.
Il meurt le 22 avril 1934 à seulement 40 ans, des suites d'une pneumonie. Thaw laisse derrière lui une veuve, Marjorie Everts Thaw.